# 42e cérémonie des British Academy Film Awards
Pour la cérémonie des BAFTAs récompensant la télévision, voir la 36e cérémonie des British Academy Television Awards.
La 42e cérémonie des British Academy Film Awards, organisée par la British Academy of Film and Television Arts, s'est déroulée en 1989 et a récompensé les films sortis en 1988.

## Palmarès

### Meilleur film
- Le Dernier Empereur (The Last Emperor)
  - Au revoir les enfants
  - Le Festin de Babette (Babettes Gæstebud)
  - Un poisson nommé Wanda (A Fish Called Wanda)

### Meilleur réalisateur
- Louis Malle pour Au revoir les enfants
  - Bernardo Bertolucci pour Le Dernier Empereur (The Last Emperor)
  - Charles Crichton pour Un poisson nommé Wanda (A Fish Called Wanda)
  - Gabriel Axel pour Le Festin de Babette (Babettes Gæstebud)

### Meilleur acteur
- John Cleese pour le rôle d'Archie Leach dans Un poisson nommé Wanda (A Fish Called Wanda)
  - Robin Williams pour le rôle d'Adrian Cronauer dans Good Morning, Vietnam
  - Michael Douglas pour le rôle de Dan Gallagher dans Liaison fatale (Fatal Attraction)
  - Kevin Kline pour le rôle d'Otto dans Un poisson nommé Wanda (A Fish Called Wanda)

### Meilleure actrice
- Maggie Smith pour le rôle de Judith Hearne dans The Lonely Passion of Judith Hearne
  - Jamie Lee Curtis pour le rôle de Wanda Gershwitz dans Un poisson nommé Wanda (A Fish Called Wanda)
  - Stéphane Audran pour le rôle de Babette Hersant dans Le Festin de Babette (Babettes Gæstebud)
  - Cher pour le rôle de Loretta Castorini dans Éclair de lune (Moonstruck)

### Meilleur acteur dans un second rôle
- Michael Palin pour le rôle de Ken Pile dans Un poisson nommé Wanda (A Fish Called Wanda)
  - Joss Ackland pour le rôle de Sir Henry dans Sur la route de Nairobi (White Mischief)
  - David Suchet pour le rôle de Muller dans Un monde à part (A World Apart)
  - Peter O'Toole pour le rôle de Reginald Johnston dans Le Dernier Empereur (The Last Emperor)

### Meilleure actrice dans un second rôle
- Judi Dench pour le rôle de Mrs Beaver dans Une poignée de cendre
  - Olympia Dukakis pour le rôle de Rose Castorini dans Éclair de lune (Moonstruck)
  - Maria Aitken pour le rôle de Wendy dans Un poisson nommé Wanda (A Fish Called Wanda)
  - Anne Archer pour le rôle de Beth Gallagher dans Liaison fatale (Fatal Attraction)

### Meilleur scénario original
- Un monde à part (A World Apart) – Shawn Slovo
  - Au revoir les enfants – Louis Malle
  - Éclair de lune (Moonstruck) – John Patrick Shanley
  - Un poisson nommé Wanda (A Fish Called Wanda) – John Cleese

### Meilleur scénario adapté
- L'Insoutenable Légèreté de l'être (The Unbearable Lightness of Being) – Jean-Claude Carrière et Philip Kaufman
  - Empire du soleil (Empire of the Sun) – Tom Stoppard
  - Qui veut la peau de Roger Rabbit ? (Who Framed Roger Rabbit?) – Jeffrey Price et Peter S. Seaman
  - Le Festin de Babette (Babettes Gæstebud) – Gabriel Axel

### Meilleure direction artistique
- Tucker (Tucker: The Man and his Dream) – Dean Tavoularis
  - Qui veut la peau de Roger Rabbit ? (Who Framed Roger Rabbit?) – Elliott Scott
  - Empire du soleil (Empire of the Sun) – Norman Reynolds
  - Le Dernier Empereur (The Last Emperor) – Fernano Scarfiotti

### Meilleurs costumes
- Le Dernier Empereur (The Last Emperor)
  - Empire du soleil (Empire of the Sun)
  - Sur la route de Nairobi (White Mischief)
  - The Dressmaker

### Meilleurs maquillages et coiffures
- Le Dernier Empereur (The Last Emperor)
  - A Handful of Dust
  - RoboCop (Robocop)
  - Beetlejuice (Beetle Juice)

### Meilleure photographie
- Empire du soleil (Empire of the Sun) – Allen Daviau
  - Le Festin de Babette (Babettes Gæstebud) – Henning Kristiansen
  - Le Dernier Empereur (The Last Emperor) – Vittorio Storaro
  - Qui veut la peau de Roger Rabbit ? (Who Framed Roger Rabbit?) – Dean Cundey

### Meilleur montage
- Liaison fatale (Fatal Attraction) – Michael Kahn et Peter E. Berger (en)
  - Un poisson nommé Wanda (A Fish Called Wanda) – John Jympson
  - Qui veut la peau de Roger Rabbit ? (Who Framed Roger Rabbit?) – Arthur Schmidt
  - Le Dernier Empereur (The Last Emperor) – Gabriella Cristiani

### Meilleurs effets visuels / Meilleurs effets spéciaux
- Qui veut la peau de Roger Rabbit ? (Who Framed Roger Rabbit?) – George Gibbs, Ed Jones, Ken Ralston et Richard Williams
  - RoboCop (Robocop)
  - Le Dernier Empereur (The Last Emperor)
  - Beetlejuice (Beetle Juice)

### Meilleur son
- Empire du soleil (Empire of the Sun)
  - Le Dernier Empereur (The Last Emperor)
  - Good Morning, Vietnam – Bill Phillips, Terry Porter et Clive Winter
  - Bird

### Meilleure musique de film
- Empire du soleil (Empire of the Sun) – John Williams
  - Éclair de lune (Moonstruck) – Dick Hyman
  - Bird – Lennie Niehaus
  - Le Dernier Empereur (The Last Emperor) – Ryuichi Sakamoto, David Byrne et Cong Su

### Meilleur film en langue étrangère
- Le Festin de Babette (Babettes Gæstebud) •  Danemark
  - Les Yeux noirs (Oci ciornie) •  Italie/ États-Unis/ Union soviétique
  - Au revoir les enfants •  France
  - Les Ailes du désir (Der Himmel über Berlin) •  France/ Allemagne

### Meilleur court-métrage
- Defence Counsel Sedov (Zashchitnik Sedov) – Evgeny Tsymbal
  - Cane Toads - an Unnatural History – Mark Lewis
  - Unkindest Cut – Jim Shields
  - Water's Edge – Suri Krishnamma

### Meilleure contribution au cinéma britannique
Michael Balcon Award.
- Charles Crichton

### Fellowship Award
Prix d'honneur de la BAFTA, récompense la réussite dans les différentes formes du cinéma.
- Alec Guinness

## Récompenses et nominations multiples

### Nominations multiples
Films
 11  : Le Dernier Empereur
 9  : Un poisson nommé Wanda
 6  : Empire du soleil, Le Festin de Babette
 5  : Qui veut la peau de Roger Rabbit
 4  : Au revoir les enfants
 3  : Liaison fatale
 2  : RoboCop, Beetlejuice, Sur la route de Nairobi, Bird, Good Morning, Vietnam, Un monde à part
Personnalités
 2  : Louis Malle, John Cleese, Gabriel Axel

### Récompenses multiples
Légende : Nombre de récompenses/Nombre de nominations
Films
 3 / 6  : Empire du soleil
 3 / 11  : Le Dernier Empereur
 2 / 9  : Un poisson nommé Wanda

### Les grands perdants
1 / 6  : Le Festin de Babette